# 小室ゆら
小室 ゆら（こむろ ゆら、1996年3月10日 - ）は、日本の女優、マルチタレント。群馬県生まれ。

## 出演

### テレビ
- 王様のブランチ（2017年10月7日 - 2022年3月26日、TBS）

### 映画
- 瞬間少女　(2013年)
- 少年モン、本当の名前は知らない　(2015年)　- 楓(主演)
- 縁〜The Bride of Izumo〜　(2016年)
- ホペイロの憂鬱　(2018年)
- JKエレジー　(2019年)